# Курица марсала
Курица марсала (итал. Pollo al marsala, или Scaloppine di pollo al Marsala) — итальянское блюдо из куриной грудки в соусе из вина марсала. Это вариация традиционных итальянских блюд из эскалопов, которых в Италии существует множество разновидностей. Блюдо датируется XIX веком, когда оно, возможно, возникло в английских семьях, живших на западе Сицилии, где производится вино Марсала .

## Приготовление
Кусочки куриной грудки обваливают в муке, слегка обжаривают, убирают со сковороды. Затем в ней обжаривают грибы, с добавлением вина и бульона, а также чеснока. Соус готовится путем уваривания вина почти до консистенции сиропа. Затем соусом заливают курицу, которую выдерживали в разогретой духовке, и подают . Также среди ингредиентов для приготовления соуса для курицы марсала можно встретить херес, лук, лук шалот, каперсы, лимонный сок.
В качестве альтернативы куриные грудки можно тушить с грибами в смеси вина марсала и сливочного масла . 
Это блюдо традиционно подают с рисом, картофелем или макаронами.